# Монтеш-да-Сеньора
Монтеш-да-Сеньора (порт. Montes da Senhora) — район (фрегезия) в Португалии, входит в округ Каштелу-Бранку. Является составной частью муниципалитета Проенса-а-Нова. По старому административному делению входил в провинцию Бейра-Байша. Входит в экономико-статистический субрегион Пиньял-Интериор-Сул, который входит в Центральный регион. Население составляет 925 человек на 2001 год. Занимает площадь 33,73 км².
Покровителем района считается Имажен:Носса-Сеньора-ду-Популу.жпг (порт. Imagem:Nossa Senhora do Pópulo.jpg).

## История
Район основан в 1921 году

## Галерея

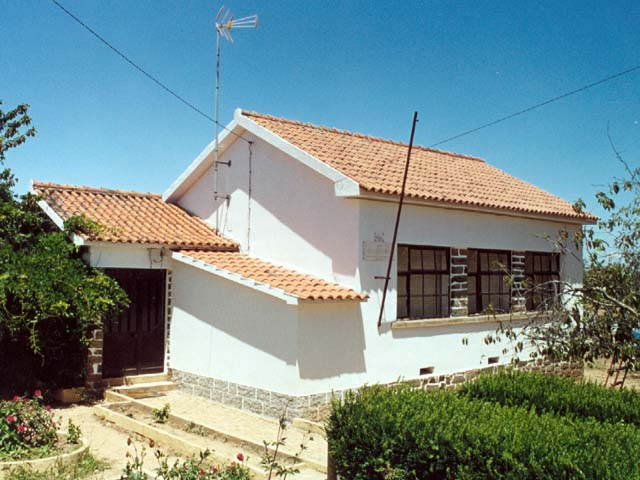
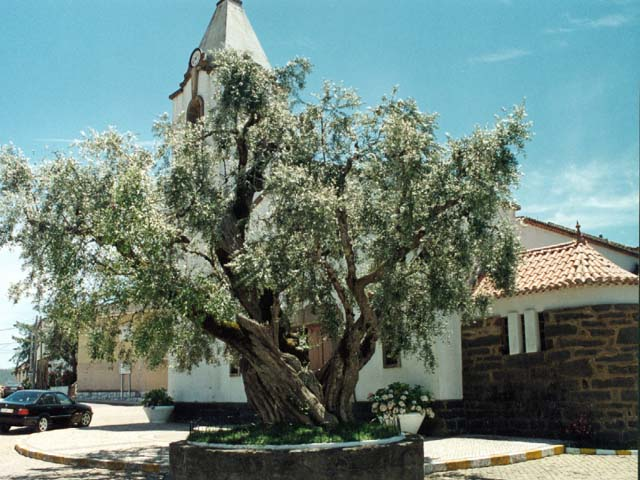
Собор
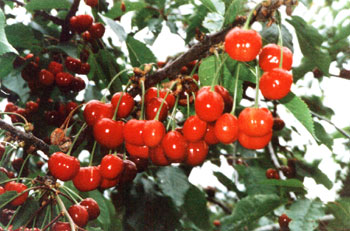
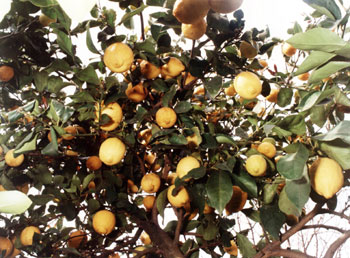